# Sant'Antonino (Ticino)
Sant'Antonino é uma comuna da Suíça, localizada no Cantão de Tessino, com 2.274 habitantes, de acordo com o censo de 2010 . Estende-se por uma área de 6,59 km², de densidade populacional de 345 hab/km². Confina com as seguintes comunas: Cadenazzo, Camorino, Giubiasco, Gudo, Isone.
A língua oficial nesta comuna é o italiano.

## Idiomas
De acordo com o censo de 2000, a maioria da população fala italiano (86,7%), sendo o alemão a segunda língua mais comum, com 5,6%, e, em terceiro lugar, o português, com 2,5%.